# توشیک خاچاطریان
توشیک خاچاطریان (ارمنی: Թուշիկ Խաչատրյան؛  زادهٔ ۱۰ اوت ۱۹۰۵ - ۱۱ نوامبر ۱۹۷۸) خواننده اپرا اهل ارمنستان بود.

## زندگی‌نامه
وی در ۱۰ اوت ۱۹۰۵ در باکو به دنیا آمد و از کنسرواتوار دولتی کومیتاس ایروان فارغ‌التحصیل شد. وی همچنین برنده جوایزی همچون هنرمند مردمی ارمنستان شوروی (۱۹۵۶) شد. وی در ۱۱ نوامبر ۱۹۷۸ در سن ۷۳ سالگی درگذشت.